# کلیترخوس
کلیترخوس (انگلیسی: Cleitarchus; ۱ ژانویهٔ ۰۴۰۰ – ۱ ژانویهٔ ۰۳۰۰) مورخ اسکندر مقدونی، پسر مورخ دینون و نویسنده بود.